# El Resumidero
El Resumidero är en ort i Mexiko.   Den ligger i kommunen Morelia och delstaten Michoacán de Ocampo, i den södra delen av landet, 230 km väster om huvudstaden Mexico City. El Resumidero ligger 2 155 meter över havet och antalet invånare är 476.
Terrängen runt El Resumidero är huvudsakligen kuperad, men åt sydväst är den platt. Runt El Resumidero är det tätbefolkat, med 459 invånare per kvadratkilometer. Närmaste större samhälle är Morelia, 17,7 km sydost om El Resumidero. I omgivningarna runt El Resumidero växer huvudsakligen savannskog.